# Vålerengens IF
Le Vålerengens IF (Vålerengens Idrettsforening) est un club norvégien omnisports  basé à Oslo.
Le club possède plusieurs sections :
- la section de football (voir Vålerenga Fotball) remporte le titre de champion en 1965, 1981, 1983, 1984 et 2005. Le club remporte également la Coupe de Norvège en 1980, 1997, 2002 et 2008.
- la section de hockey sur glace (voir Vålerenga Ishockey) remporte le titre de champion de Norvège à 26 reprises.
- une section football américain (voir Vålerenga Trolls)
- une section handball
- une section basket-ball
- une section ski
- une section hockey sur gazon